# Liste der Ritter von St. Patrick
Die folgende Liste führt die Knights Companion des 1783 gegründeten Order of Saint Patrick auf. Die Daten beziehen sich auf die Wahl beziehungsweise die Amtseinsetzung.
| Gründer – 18. Jahrhundert – 19. Jahrhundert – 20. Jahrhundert |

| Name                                                                     | Leben     | Datum | Bemerkungen                                            |
| ------------------------------------------------------------------------ | --------- | ----- | ------------------------------------------------------ |
| Gründer                                                                  |           |       |                                                        |
| Prinz Edward Augustus                                                    | 1767–1820 | 1783  | später Duke of Kent and Strathearn                     |
| William Fitzgerald, 2. Duke of Leinster                                  | 1749–1804 | 1783  |                                                        |
| Henry de Burgh, 12. Earl of Clanricarde                                  | 1743–1797 | 1783  | später Marquess of Clanricarde                         |
| Thomas Nugent, 6. Earl of Westmeath                                      | 1714–1792 | 1783  |                                                        |
| Murrough O’Brien, 5. Earl of Inchiquin                                   | 1726–1808 | 1783  | später Marquess of Thomond                             |
| Charles Moore, 6. Earl of Drogheda                                       | 1730–1822 | 1783  | später Marquess of Drogheda                            |
| George Beresford, 2. Earl of Tyrone                                      | 1735–1800 | 1783  | später Marquess of Waterford                           |
| Richard Boyle, 2. Earl of Shannon                                        | 1728–1807 | 1783  |                                                        |
| James Hamilton, 2. Earl of Clanbrassil                                   | 1730–1798 | 1783  |                                                        |
| Richard Wellesley, 2. Earl of Mornington                                 | 1760–1842 | 1783  | später Marquess Wellesley                              |
| Arthur Saunders Gore, 2. Earl of Arran                                   | 1734–1809 | 1783  |                                                        |
| James Stopford, 2. Earl of Courtown                                      | 1731–1810 | 1783  |                                                        |
| James Caulfeild, 1. Earl of Charlemont                                   | 1728–1799 | 1783  |                                                        |
| Thomas Taylour, 1. Earl of Bective                                       | 1724–1795 | 1783  |                                                        |
| Henry Loftus, 1. Earl of Ely                                             | 1709–1783 | 1783  |                                                        |
| 18. Jahrhundert                                                          |           |       |                                                        |
| John Proby, 2. Baron Carysfort                                           | 1751–1828 | 1784  | später Earl of Carysfort                               |
| Charles Loftus, 1. Earl of Ely                                           | 1738–1806 | 1794  | später Marquess of Ely                                 |
| William Fortescue, 1. Earl of Clermont                                   | 1722–1806 | 1795  |                                                        |
| Walter Butler, 11. Earl of Ormonde                                       | 1770–1820 | 1798  | später Marquess of Ormonde                             |
| John Browne, 3. Earl of Altamont                                         | 1756–1809 | 1800  | später Marquess of Sligo                               |
| 19. Jahrhundert                                                          |           |       |                                                        |
| Henry Conyngham, 1. Earl Conyngham                                       | 1766–1832 | 1801  | später Marquess Conyngham                              |
| Henry Beresford, 2. Marquess of Waterford                                | 1772–1826 | 1806  |                                                        |
| Thomas Taylour, 1. Marquess of Headfort                                  | 1757–1829 | 1806  |                                                        |
| Robert Jocelyn, 2. Earl of Roden                                         | 1756–1820 | 1806  |                                                        |
| John Loftus, 2. Marquess of Ely                                          | 1770–1845 | 1807  |                                                        |
| Henry Boyle, 3. Earl of Shannon                                          | 1771–1842 | 1808  |                                                        |
| Charles O’Neill, 1. Earl O’Neill                                         | 1779–1841 | 1809  |                                                        |
| William O’Brien, 2. Marquess of Thomond                                  | 1765–1846 | 1809  |                                                        |
| Howe Browne, 2. Marquess of Sligo                                        | 1788–1845 | 1810  |                                                        |
| John Cole, 2. Earl of Enniskillen                                        | 1768–1840 | 1810  |                                                        |
| Thomas Pakenham, 2. Earl of Longford                                     | 1774–1835 | 1813  |                                                        |
| Ernst August, Duke of Cumberland and Teviotdale                          | 1771–1851 | 1821  | später Ernst August I., König von Hannover             |
| George Chichester, 2. Marquess of Donegall                               | 1769–1844 | 1821  |                                                        |
| Du Pre Alexander, 2. Earl of Caledon                                     | 1777–1839 | 1821  |                                                        |
| Charles Chetwynd-Talbot, 2. Earl Talbot                                  | 1777–1849 | 1821  |                                                        |
| James Butler, 19. Earl of Ormonde                                        | 1774–1838 | 1821  | später Marquess of Ormonde                             |
| John Brabazon, 10. Earl of Meath                                         | 1772–1851 | 1821  |                                                        |
| Arthur Plunkett, 8. Earl of Fingall                                      | 1759–1836 | 1821  |                                                        |
| James Stopford, 3. Earl of Courtown                                      | 1765–1835 | 1821  |                                                        |
| Robert Jocelyn, 3. Earl of Roden                                         | 1788–1870 | 1821  |                                                        |
| Ulick de Burgh, 1. Marquess of Clanricarde                               | 1802–1874 | 1831  |                                                        |
| Francis Caulfeild, 2. Earl of Charlemont                                 | 1775–1863 | 1831  |                                                        |
| Arthur Hill, 3. Marquess of Downshire                                    | 1788–1845 | 1831  |                                                        |
| Francis Mathew, 2. Earl of Llandaff                                      | 1768–1833 | 1831  |                                                        |
| Francis Conyngham, 2. Marquess Conyngham                                 | 1797–1876 | 1833  |                                                        |
| Nathaniel Clements, 2. Earl of Leitrim                                   | 1768–1854 | 1834  |                                                        |
| John Hely-Hutchinson, 3. Earl of Donoughmore                             | 1787–1851 | 1834  |                                                        |
| Edmund Boyle, 8. Earl of Cork and Orrery                                 | 1767–1856 | 1835  |                                                        |
| Thomas Southwell, 3. Viscount Southwell                                  | 1777–1860 | 1837  |                                                        |
| Thomas Taylour, 2. Marquess of Headfort                                  | 1787–1870 | 1839  |                                                        |
| William Hare, 2. Earl of Listowel                                        | 1801–1856 | 1839  |                                                        |
| Joseph Leeson, 4. Earl of Milltown                                       | 1799–1866 | 1841  |                                                        |
| Philip Gore, 4. Earl of Arran                                            | 1801–1884 | 1841  |                                                        |
| HRH Prinz Albert von Sachsen-Coburg und Gotha                            | 1819–1861 | 1842  |                                                        |
| William Howard, 4. Earl of Wicklow                                       | 1788–1869 | 1842  |                                                        |
| William Parsons, 3. Earl of Rosse                                        | 1800–1867 | 1845  |                                                        |
| Henry Beresford, 3. Marquess of Waterford                                | 1811–1859 | 1845  |                                                        |
| John Fitzgibbon, 2. Earl of Clare                                        | 1792–1851 | 1845  |                                                        |
| John Butler, 2. Marquess of Ormonde                                      | 1808–1854 | 1845  |                                                        |
| Henry Maxwell, 7. Baron Farnham                                          | 1799–1868 | 1845  |                                                        |
| Arthur Plunkett, 9. Earl of Fingall                                      | 1791–1869 | 1846  |                                                        |
| John Foster-Skeffington, 10. Viscount Massereene                         | 1812–1863 | 1851  |                                                        |
| HRH George William Frederick Charles, 2. Duke of Cambridge               | 1819–1904 | 1851  |                                                        |
| Robert Carew, 1. Baron Carew                                             | 1787–1856 | 1851  |                                                        |
| Richard Dawson, 3. Baron Cremorne                                        | 1817–1897 | 1855  | später Earl of Dartrey                                 |
| Archibald Acheson, 3. Earl of Gosford                                    | 1806–1864 | 1855  |                                                        |
| Frederick Stewart, 4. Marquess of Londonderry                            | 1805–1872 | 1856  |                                                        |
| George Forbes, 7. Earl of Granard                                        | 1833–1889 | 1857  |                                                        |
| Hugh Gough, 1. Viscount Gough                                            | 1779–1869 | 1857  |                                                        |
| George Chichester, 3. Marquess of Donegall                               | 1797–1883 | 1857  |                                                        |
| Arthur Hill, 4. Marquess of Downshire                                    | 1812–1868 | 1859  |                                                        |
| Richard Boyle, 9. Earl of Cork and Orrery                                | 1829–1904 | 1860  |                                                        |
| Frederick Hamilton-Temple-Blackwood, 5. Baron Dufferin and Claneboye     | 1826–1902 | 1864  | später Marquess of Dufferin and Ava                    |
| Charles Brownlow, 2. Baron Lurgan                                        | 1831–1882 | 1864  |                                                        |
| James Caulfeild, 3. Earl of Charlemont                                   | 1820–1892 | 1865  |                                                        |
| Edward Wydham-Quin, 3. Earl of Dunraven and Mount Earl                   | 1812–1871 | 1866  |                                                        |
| Henry Moore, 3. Marquess of Drogheda                                     | 1825–1892 | 1868  |                                                        |
| HRH Albert Edward, Prince of Wales                                       | 1841–1910 | 1868  | später Edward VII., König des Vereinigten Königreiches |
| John Beresford, 5. Marquess of Waterford                                 | 1844–1895 | 1868  |                                                        |
| John Crichton, 3. Earl of Erne                                           | 1802–1885 | 1868  |                                                        |
| Richard Bourke, 6. Earl of Mayo                                          | 1822–1872 | 1869  |                                                        |
| HRH Prince Arthur William Patrick Albert                                 | 1850–1942 | 1869  | später Duke of Connaught and Strathearn                |
| Granville Proby, 4. Earl of Carysfort                                    | 1824–1872 | 1869  |                                                        |
| Archibald Acheson, 4. Earl of Gosford                                    | 1841–1922 | 1869  |                                                        |
| Mervyn Wingfield, 7. Viscount Powerscourt                                | 1836–1904 | 1871  |                                                        |
| Thomas Southwell, 4. Viscount Southwell                                  | 1836–1878 | 1871  |                                                        |
| Robert Carew, 2. Baron Carew                                             | 1818–1881 | 1872  |                                                        |
| Valentine Browne, 4. Earl of Kenmare                                     | 1825–1905 | 1872  |                                                        |
| William Hare, 3. Earl of Listowel                                        | 1833–1924 | 1873  |                                                        |
| William Proby, 5. Earl of Carysfort                                      | 1836–1909 | 1874  |                                                        |
| George Vane-Tempest, 5. Marquess of Londonderry                          | 1821–1884 | 1874  |                                                        |
| Windham Wyndham-Quin, 4. Earl of Dunraven and Mount Earl                 | 1841–1926 | 1876  |                                                        |
| William Montagu, 7. Duke of Manchester                                   | 1823–1890 | 1877  |                                                        |
| Henry Dawson-Damer, 3. Earl of Portarlington                             | 1822–1889 | 1879  |                                                        |
| Alfred, Duke of Edinburgh                                                | 1844–1900 | 1880  |                                                        |
| Thomas O’Hagan, 1. Baron O’Hagan                                         | 1812–1885 | 1882  |                                                        |
| Chichester Parkinson-Fortescue, 1. Baron Carlingford                     | 1823–1898 | 1882  |                                                        |
| William St Lawrence, 4. Earl of Howth                                    | 1827–1909 | 1884  |                                                        |
| Luke White, 2. Baron Annaly                                              | 1829–1888 | 1885  |                                                        |
| Thomas Spring Rice, 2. Baron Monteagle of Brandon                        | 1849–1926 | 1885  |                                                        |
| Garnet Wolseley, 1. Viscount Wolseley                                    | 1833–1913 | 1885  |                                                        |
| Thomas Taylour, 3. Marquess of Headfort                                  | 1822–1894 | 1885  |                                                        |
| HRH Prince Albert Victor Christian Edward                                | 1864–1892 | 1887  | später Duke of Clarence and Avondale                   |
| James Butler, 3. Marquess of Ormonde                                     | 1844–1919 | 1888  |                                                        |
| John Crichton, 4. Earl of Erne                                           | 1839–1914 | 1889  |                                                        |
| Edward Leeson, 6. Earl of Milltown                                       | 1835–1890 | 1890  |                                                        |
| Francis Needham, 3. Earl of Kilmorey                                     | 1842–1915 | 1890  |                                                        |
| Lawrence Parsons, 4. Earl of Rosse                                       | 1840–1908 | 1890  |                                                        |
| Prinz Wilhelm August Eduard von Sachsen-Weimar                           | 1823–1902 | 1890  |                                                        |
| William Pery, 3. Earl of Limerick                                        | 1840–1896 | 1892  |                                                        |
| Edward O’Brien, 14. Baron Inchiquin                                      | 1839–1900 | 1892  |                                                        |
| Frederick Lambart, 9. Earl of Cavan                                      | 1839–1900 | 1894  |                                                        |
| Edward Guinness, 1. Baron Iveagh                                         | 1847–1927 | 1896  | später Earl of Iveagh                                  |
| James Alexander, 4. Earl of Caledon                                      | 1846–1898 | 1897  |                                                        |
| HRH George Frederick Ernest Albert, Duke of York                         | 1865–1936 | 1897  | später Georg V., König des Vereinigten Königreichs     |
| Frederick Sleigh Roberts, 1. Baron Roberts                               | 1832–1914 | 1897  | später Earl Roberts                                    |
| Arthur Saunders Gore, 5. Earl of Arran                                   | 1839–1901 | 1898  |                                                        |
| Charles George Bingham, 4. Earl of Lucan                                 | 1830–1914 | 1899  |                                                        |
| James Francis Bernard, 4. Earl of Bandon                                 | 1850–1924 | 1900  |                                                        |
| Luke Gerald Dillon, 4. Baron Clonbrock                                   | 1834–1917 | 1900  |                                                        |
| 20. Jahrhundert                                                          |           |       |                                                        |
| Thomas Pakenham, 5. Earl of Longford                                     | 1864–1915 | 1901  |                                                        |
| Henry Beresford, 6. Marquess of Waterford                                | 1875–1911 | 1902  |                                                        |
| Lowry Cole, 4. Earl of Enniskillen                                       | 1845–1924 | 1902  |                                                        |
| Dudley Fitzgerald-de Ros, 23. Baron de Ros                               | 1827–1907 | 1902  |                                                        |
| Dermot Bourke, 7. Earl of Mayo                                           | 1851–1927 | 1905  |                                                        |
| Reginald Brabazon, 12. Earl of Meath                                     | 1841–1929 | 1905  |                                                        |
| Bernard Fitzpatrick, 2. Baron Castletown                                 | 1849–1937 | 1908  |                                                        |
| William Pirrie, 1. Baron Pirrie                                          | 1847–1924 | 1909  | später Viscount Pirrie                                 |
| Bernard Forbes, 8. Earl of Granard                                       | 1874–1948 | 1909  |                                                        |
| Arthur Gore, 6. Earl of Arran                                            | 1868–1958 | 1909  |                                                        |
| Anthony Ashley-Cooper, 9. Earl of Shaftesbury                            | 1869–1961 | 1911  |                                                        |
| Herbert Kitchener, 1. Viscount Kitchener                                 | 1850–1916 | 1911  | später Earl Kitchener                                  |
| Edward Ponsonby, 8. Earl of Bessborough                                  | 1851–1920 | 1915  |                                                        |
| Richard Hely-Hutchinson, 6. Earl of Donoughmore                          | 1875–1948 | 1916  |                                                        |
| Mervyn Wingfield, 8. Viscount Powerscourt                                | 1880–1947 | 1916  |                                                        |
| William Brodrick, 1. Viscount Midleton                                   | 1856–1942 | 1916  | später Earl of Midleton                                |
| Frederick Lambart, 10. Earl of Cavan                                     | 1865–1946 | 1916  |                                                        |
| John French, 1. Viscount French                                          | 1852–1925 | 1917  | später Earl of Ypres                                   |
| Geoffrey Browne, 3. Baron Oranmore and Browne                            | 1861–1927 | 1918  |                                                        |
| Hamilton Cuffe, 5. Earl of Desart                                        | 1848–1934 | 1919  |                                                        |
| James Hamilton, 3. Duke of Abercorn                                      | 1869–1953 | 1922  |                                                        |
| HRH Edward Albert Christian George Andrew Patrick David, Prince of Wales | 1894–1972 | 1927  | später Edward VIII., König des Vereinigten Königreichs |
| HRH Henry William Frederick Albert, Duke of Gloucester                   | 1900–1974 | 1934  |                                                        |
| HRH Albert Frederick Arthur George, Duke of York                         | 1895–1952 | 1936  | später Georg VI., König des Vereinigten Königreichs    |